# ロン・ウェルティー
ロン・ウェルティー（Ron Welty、1971年2月1日 - ）はアメリカのドラマー。
1987年から2003年までオフスプリングのドラマーとして活躍。2006年現在はSteady Groundというバンドに所属。

## 略歴
オフスプリングに所属する前は SPINNING FISHと言うバンドに所属していた。
彼の義理の姉の紹介でデクスター・ホーランドと会い、1987年にオフスプリングに加入。その後、デビューから全盛期を通してこのバンドで活躍する。
2003年、音楽性の違いからオフスプリングを脱退。
SPINNNING FISHのDOUG OSTERKAMPとSteady Groundを結成。現在に至る。